# Landschaftsschutzgebiet Siek an der Biemser Straße
Das Landschaftsschutzgebiet Siek an der Biemser Straße mit etwa 7,3 Hektar Flächengröße liegt in Bad Salzuflen im Ortsteil Biemsen-Ahmsen. Es wurde mit dem Landschaftsplan „Bad Salzuflen“ durch den Kreistag des Kreises Lippe als Landschaftsschutzgebiet (LSG) ausgewiesen.

## Beschreibung
Das LSG umfasst ein etwa 1,8 km langes und 70 bis 90 m breites Siek mit einem zur Werre entwässernden Bachlauf. Während im südwestlichen Teil vor allem Grünlandbereiche überwiegen, wird der nördliche Siekbereich durch Feldgehölze und mehrere Fischteiche geprägt.
Der Landschaftsplan führt zum LSG aus: „Das Schutzgebiet ist aufgrund seiner reichen Struktur gut ausgebildeter Pflanzengesellschaften insgesamt ein wichtiges Brut- wie Nahrungsbiotop für zahlreiche Tierarten und bietet insbesondere Lebensräume für Amphibien, Libellen und Schmetterlinge.“

## Schutzzwecke für das LSG
Laut Landschaftsplan erfolgte die Ausweisung des LSG:
- „zur Erhaltung und Wiederherstellung der Leistungsfähigkeit des Naturhaushaltes in ökologisch besonders wertvoll strukturierten Bereichen mit Wasser-, Klima- und Biotopschutzfunktionen,“
- „zur Erhaltung und Wiederherstellung von Quellbereichen und naturnahen Fließgewässern, Wald- und Grünlandbereichen unterschiedlicher Feuchtestufen, Feldgehölzen, Hecken und Obstwiesen,“
- „zur Erhaltung morphologisch ausgeprägter Bereiche zur Sicherung der landschaftlichen Eigenart und Vielfalt für die Erholung,“
- „zur Erhaltung wertvoller Biotopkomplexe aus Wald-Grünlandbereichen, Fließgewässern und Quellen sowie Biotopen nach § 62 LG mit wichtigen Refugial-, Puffer-, Trittstein- und Vernetzungsfunktionen,“
- „zur Erhaltung und Wiederherstellung wichtiger Rückzugsräume für die bedrohte Tier- und Pflanzenwelt,“
- „zur Sicherung der das Orts- und Landschaftsbild gliedernden und belebenden und die dörflichen Siedlungsstrukturen prägenden Freiraumelemente.“[1]

## Rechtliche Vorschriften
Im Landschaftsschutzgebiet ist unter anderem das Errichten von Bauten verboten. Grün- und Brachland darf nicht in eine andere Nutzungsart umgewandelt oder umgebrochen werden.